# Panekan (Panekan)
Panekan is een bestuurslaag in het regentschap Magetan van de provincie Oost-Java, Indonesië. Panekan telt 3979 inwoners (volkstelling 2010).